# 南北離散家族重聚
南北離散家族重聚（：／ Nambug isangajok sangbong）是一項由大韓民國與朝鮮民主主義人民共和國兩國政府聯手舉辦，為使分散於兩國家人重逢的活動。該活動於1985年首次舉行後至2000年才再次展開。直至2018年4月，南北離散家族重聚活動共進行20次，逾2.2萬人參與其中。由於朝鲜半岛南北關係多變，故南北離散家族重聚能否進行可視為朝鮮半島關係的晴雨表。

## 歷史
第二次世界大戰結束後的1948年，朝鮮半島分裂成南北兩個对立政权。1950年，隨著韓戰的爆發令大量家庭分散兩地。由於南北双方的敵對關係，分離異地的家人無法進行通訊。1971年，大韓民國紅十字會協助分離兩國的家人互通消息和重聚，為南北離散家族重聚活動立下契機。1985年，經商議後，兩國同意於同年9月20日至23日分別於漢城和平壤舉行家族重聚活動。然而，隨著兩國關係發生變化，此活動一直暫緩。2000年，大韓民國總統金大中推行陽光政策令家族重聚活動重新展開。隨後，該活動隨著南北關係時好時壞而斷斷續續的舉行。2018年4月的南北韓首腦會談，兩國同意再度舉辦家族重聚活動。

## 歷屆南北離散家族重聚一覽
- 離散家族故鄉訪問團﹕1985年9月20日－9月23日
- 第1次離散家族重聚﹕2000年8月15日－8月16日
- 第2次離散家族重聚﹕2000年11月30日－12月2日
- 第3次離散家族重聚﹕2001年2月26日－2月28日
- 第4次離散家族重聚﹕2002年4月28日－5月3日
- 第5次離散家族重聚﹕2002年9月13日－9月18日
- 第6次離散家族重聚﹕2003年2月20日－2月25日
- 第7次離散家族重聚﹕2003年6月27日－7月2日
- 第8次離散家族重聚﹕2003年9月20日－9月25日
- 第9次離散家族重聚﹕2004年3月29日－4月3日
- 第10次離散家族重聚﹕2004年7月11日－7月16日
- 第11次離散家族重聚﹕2005年8月26日－8月31日
- 第12次離散家族重聚﹕2005年11月5日－11月10日
- 第13次離散家族重聚﹕2006年3月20日－3月25日
- 第14次離散家族重聚﹕2006年6月19日－6月30日
- 第15次離散家族重聚﹕2007年5月9日－5月14日
- 第16次離散家族重聚﹕2007年10月17日－10月22日
- 第17次離散家族重聚﹕2009年9月26日－10月1日
- 第18次離散家族重聚﹕2010年10月30日－11月5日
- 第19次離散家族重聚﹕2014年2月20日－2月25日
- 第20次離散家族重聚﹕2015年10月20日－10月26日
- 第21次離散家族重聚﹕2018年8月20日－8月26日

## 歷屆視像會面重聚一覽
- 第1次視像會面重聚﹕2005年8月15日
- 第2次視像會面重聚﹕2005年11月24日－11月25日
- 第3次視像會面重聚﹕2005年12月8日－12月9日
- 第4次視像會面重聚﹕2007年2月27日－2月28日
- 第5次視像會面重聚﹕2007年3月27日－3月30日
- 第6次視像會面重聚﹕2007年8月13日－8月15日
- 第7次視像會面重聚﹕2007年11月14日－11月15日

## 資料來源
1. 1 2 3 4 5  . 紐約時報. 2014-02-21  [2018-04-30]. （原始内容存档于2018-09-19）.
2. ↑  . 統一部. 2006-02-02  [2022-08-09]. （原始内容存档于2022-08-09） （韩语）.
3. ↑  . 韓聯社. 2018-04-27  [2018-04-30]. （原始内容存档于2018-04-28）.